# Éder Aleixo de Assis
Éder (Vespasiano, Brasil; 25 de mayo de 1957) es un exfutbolista de Brasil que jugaba en las posiciones de extremo y delantero. Actualmente es entrenador adjunto del Atlético Mineiro.

## Carrera

### Club
| Periodo   | Club                |
| --------- | ------------------- |
| 1975–1976 | América Mineiro     |
| 1977–1979 | Grêmio FBPA         |
| 1980–1985 | Atlético Mineiro    |
| 1985      | Inter de Limeira    |
| 1986      | SE Palmeiras        |
| 1987      | Santos              |
| 1987      | Sport Recife        |
| 1988      | Botafogo FR         |
| 1988      | Atlético Paranaense |
| 1988      | Club Cerro Porteño  |
| 1988–1989 | Malatyaspor         |
| 1989–1990 | Atlético Mineiro    |
| 1991      | Atlético Paranaense |
| 1992      | União São João      |
| 1993      | Cruzeiro EC         |
| 1994–1995 | Atlético Mineiro    |
| 1995–1996 | União São João      |
| 1996      | SE Gama             |

### Selección nacional
Jugó para Brasil en 52 ocasiones desde mayo de 1979 hasta abril de 1986 y anotó ocho goles. Participó en la Copa Mundial de Fútbol de 1982 y en dos ediciones de la Copa América.
| N.º | Fecha                   | Sede                                             | Rival           | Marcador | Resultado | Torneo              | Ref.   |
| --- | ----------------------- | ------------------------------------------------ | --------------- | -------- | --------- | ------------------- | ------ |
| 1   | 17 de mayo de 1979      | Maracanã, Rio de Janeiro, Brasil                 | Paraguay        | 6–0      | 6–0       | Amistoso            | [ 4 ]  |
| 2   | 31 de mayo de 1979      | Maracanã, Rio de Janeiro, Brasil                 | Uruguay         | 2–0      | 5–1       | Amistoso            | [ 5 ]  |
| 3   | 5 de mayo de 1982       | Castelão, São Luís, Brasil                       | Portugal        | 2–0      | 3–1       | Amistoso            | [ 6 ]  |
| 4   | 14 de junio de 1982     | Estadio Ramón Sánchez Pizjuán, Sevilla, España   | Unión Soviética | 2–1      | 2–1       | 1982 FIFA World Cup | [ 7 ]  |
| 5   | 18 de junio de 1982     | Estadio Benito Villamarín, Sevilla, España       | Escocia         | 3–1      | 4–1       | 1982 FIFA World Cup | [ 8 ]  |
| 6   | 28 de abril de 1983     | Maracanã, Rio de Janeiro, Brasil                 | Chile           | 2–1      | 3–2       | Amistoso            | [ 9 ]  |
| 7   | 1 de septiembre de 1983 | Estádio Serra Dourada, Goiânia, Brasil           | Ecuador         | 4–0      | 5–0       | Copa América 1983   | [ 10 ] |
| 8   | 13 de octubre de 1983   | Estadio Defensores del Chaco, Asunción, Paraguay | Paraguay        | 1–1      | 1–1       | Copa América 1983   | [ 11 ] |

## Logros

### Club
- Reconquista: 1977
- Campeonato Gaúcho: 1977, 1979
- Campeonato Mineiro: 1980, 1981, 1982, 1983, 1985, 1995
- Torneo Ciudad de Rosario: 1979
- Tournoi de Paris: 1982
- Trofeo Ramón de Carranza: 1990
- Copa de Brasil: 1993

### Individual
- Bola de Prata: 1983
- Tercer lugar por los Premios América le responde a El País: 1983